# 東光寺 (埼玉県ときがわ町)
東光寺（とうこうじ）は、埼玉県比企郡ときがわ町にある日蓮宗の寺院。

## 歴史
1566年（永禄9年）、上田朝直の開基である。朝直は武蔵国横見郡松山（現・埼玉県比企郡吉見町）の松山城の城主であり、朝直の武運長久を祈るために創建された。池上本門寺から日正を招聘して開山に据えた。
1647年（正保4年）に火災によって焼失した。その後、少しずつ再建していった。現在の本堂は1970年（昭和45年）に新築されたものである。

## 交通アクセス
- 路線バス東光寺入口停留所より徒歩9分。